# Анохин, Александр Васильевич
Александр Васильевич Анохин (1894, Нижний Новгород — 14 марта 1938 года) — советский партийный и государственный деятель.
Член РСДРП(б) с 1914 года.
Окончил Нижегородское реальное училище. В 1914—1917 учился на физико-математическом факультете в Московском университете и МВТУ, и в школе прапорщиков.
В 1917 служил в армии. Арестовывался за революционную деятельность.

Фото 1923 года

С 1917 года на руководящих партийных и государственных должностях:
- 1917 — председатель Новоград-Волынского уездного и городского комитета РСДРП(б) (Волынская губерния)
- 1918 председатель Новоград-Волынского уездного исполкома
- 1918 −1919 председатель Революционного Трибунала Нижегородской губернии
- 1919 −1920 председатель Революционного Трибунала Московской губернии
- 1920 начальник Политотдела Самаро-Златоустовской и Оренбурго-Ташкентской железной дороги
- 24.12.1920 — 6.1921 председатель Оренбургско-Тургайского губисполкома
- июнь — 11.8.1921 председатель Оренбургского губисполкома
- 1921 врио ответственного секретаря Киргизского областного комитета РКП(б)
- 12.1921 — 5.1923 председатель Вологодского губисполкома
- 1923—1924 председатель Витебского губисполкома
- 1924 заместитель председателя СНК Белорусской ССР
- 1924—1925 начальник Налогового управления Наркомата финансов СССР
- 1925—1929 начальник Главного управления коммунального хозяйства НКВД РСФСР
- 1929—1931 заведующий Западным областным управлением снабжения
- 1931 директор Московского института народного хозяйства имени Г. В. Плеханова
- 1931—1935 член Президиума, ответственный за жилищно-коммунальное строительство Всесоюзного Совета коммунального хозяйства при ЦИК СССР
- 1935 — ? председатель Магнитогорского горисполкома (Свердловская область)
- ? — 1.1938 начальник Жилищно-коммунального сектора Государственной плановой комиссии при СНК РСФСР.

Место жительства в Москве: ул. Серафимовича, д.2, кв. 497
Арестован 31 января 1938 года, осужден Военной коллегией Верховного суда СССР по обвинению в участии в к.-р. террористической организации.
Расстрелян 14 марта 1938. Место захоронения - Коммунарка.
Реабилитирован определением Военной коллегии Верховного суда СССР от 6 июня 1956 г.